# Clerodendrum lindleyi
Clerodendrum lindleyi là một loài thực vật có hoa trong họ Hoa môi. Loài này được Decne. ex Planch. mô tả khoa học đầu tiên năm 1853.